# Vakuummotor

Funktionsprinzip des Vakuummotors

p-v-Diagramm beim Vakuummotor
1. Auspuffen,
2. Ansaugen,
3. Vakuum,
4. Ansaugen

Ein Vakuummotor, landläufig auch Flammenfresser genannt (engl. Vacuum engine, Flame-licker engine, Flame-engine, Flame-dancer), zählt zu den Heißluftmotoren, ist aber im Unterschied zum Stirlingmotor ein Offenes System (Thermodynamik). Technisch gesehen handelt es sich um einen atmosphärischen Motor, da hier der äußere Luftdruck die Arbeit leistet (vergleichbar dem ersten Ottomotor). Dadurch ist die maximale Kolbenkraft auf das Produkt aus Kolbenfläche und Luftdruck beschränkt.

## Anwendungen
- Modellbaumotoren als Demonstrationsobjekt (Schreibtischspielzeug)
- Vakuummotor beim automatischen Klavier[1]
- Scheibenwischer zwischen 1920 und 1960 – das genutzte Vakuum war der Ansaug-Unterdruck des Verbrennungsmotors[2][3]
- Drehscheiben im Vereinigten Königreich unter Ausnutzung des Vakuums der Saugluftbremse[4][5][6]

## Flammenfresser

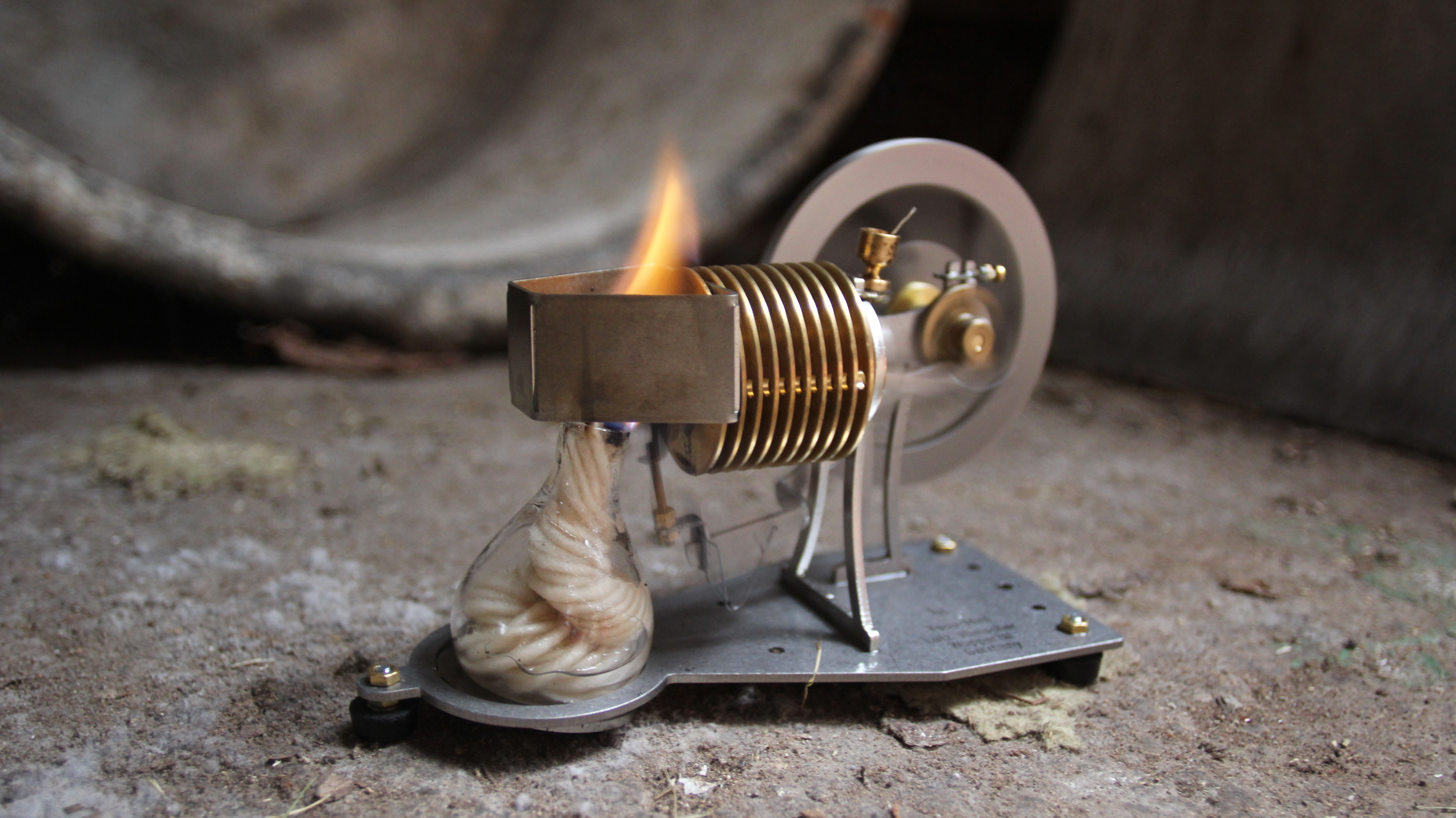
Flammenfressermotor

Das Laufgeräusch des Motors wird durch das Einsaugen der vor dem Zylinder brennenden Flamme (äußere Verbrennung, Arbeitsmedium: heiße Luft) und das anschließende Ausstoßen der abgekühlten Luft hervorgerufen. Abwärme wird über die Kühlrippen des Zylinders an die Umgebungsluft abgegeben. Der Gasaustausch erfolgt in beiden Richtungen über das Einlassventil, wobei es auch Typen mit separatem Auslassventil gibt. Das Einlassventil wird meist über eine Kurvenscheibe gesteuert. Ein eventuell vorhandenes Auslassventil öffnet automatisch bei Überdruck. Als funktionsfähige Modellmotoren werden sie oft als Stationärmotor in liegender und stehender Ausführung gebaut sowie als Ein-, Zwei- oder Mehrzylinder. Erfolgreich eingesetzt wurden sie schon in Modellen von nostalgischen Traktoren und in Schienenfahrzeugen.
Nur bei der Bewegung des Kolbens vom maximalen Hubraum zum mittleren Hubraum wird mit Hilfe des durch die Abkühlung der Flammengase entstehenden Unterdrucks Arbeit verrichtet. Bei allen anderen Bewegungen des Kolbens ist das Ventil geöffnet.
Vakuummotoren sind nicht selbstanlaufend, auch mehrzylindrige Modelle nicht. Ähnlich wie beim Stirlingmotor ist zur Überwindung der Totpunkte ein Schwungrad erforderlich.

Ansaugen
Vakuum
Auspuffen

## Vakuummotor beim automatischen Klavier

Animation eines „Zylinders“ des Pianolas-Vorschubmotors

Es gibt auch Vakuummotoren ohne wärme-energetische Wandlung, die lediglich die Druckdifferenz zur Umgebungsluft mittels einer anderen Bauart nutzen: Beim Reproduktionsklavier (Pianola) wird der Vorschub der Papierloch-Notenrolle von einem Dreizylinder-Vakuummotor bewirkt, dessen Hubzapfen um 120 Grad versetzt sind, um immer eine eindeutige Laufrichtung zu finden.
Das Vakuum wird mit einem Blasebalg erzeugt. Der Blasebalg wiederum wird entweder manuell (mit den Füßen des Pianolisten) oder von einem Motor betrieben.

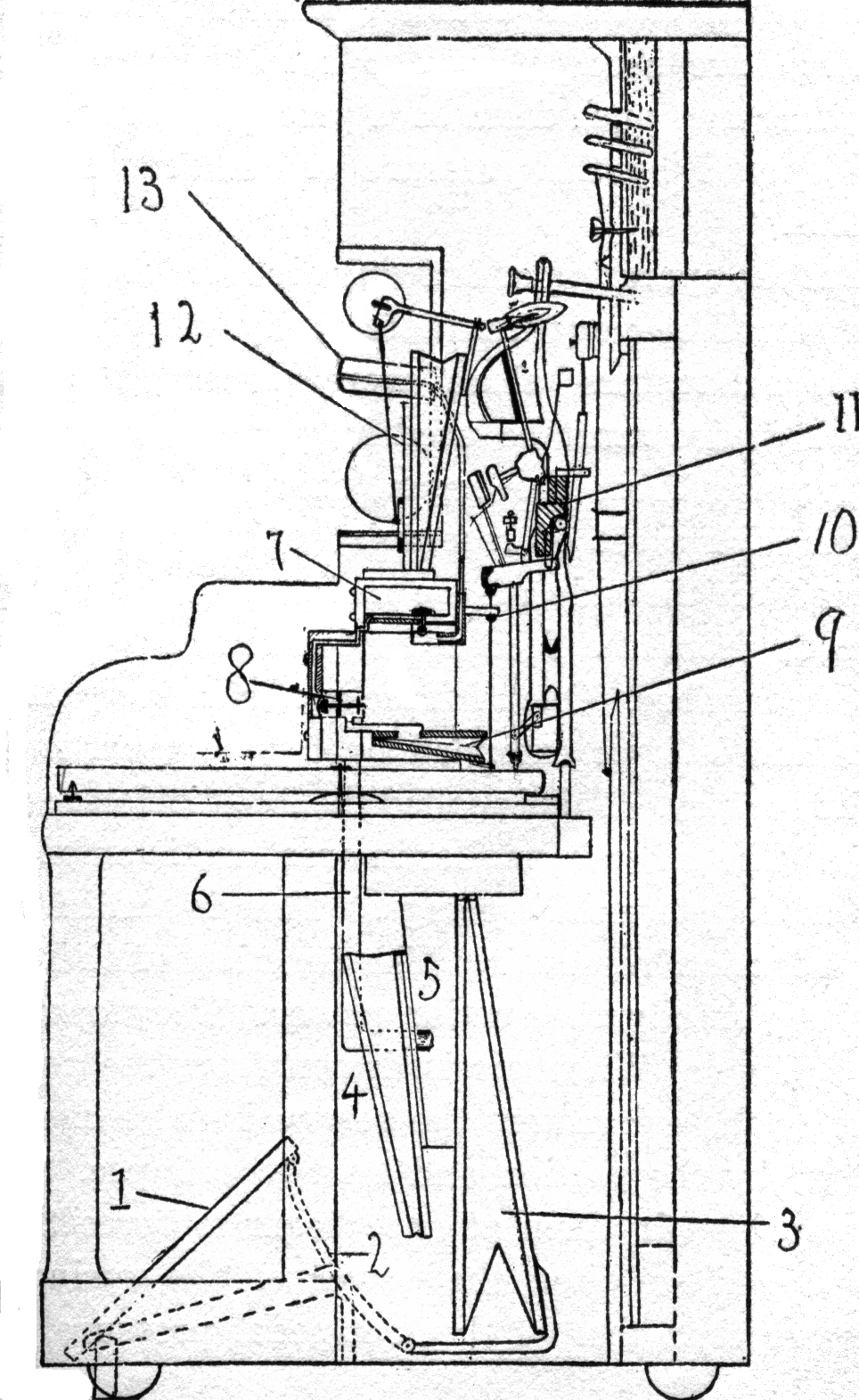
Querschnittszeichnung eines Pianolas, 12 ist der Vakuummotor, 1 ist das Pedal mit dem der Pianolist den Unterdruck für das Pianola erzeugt
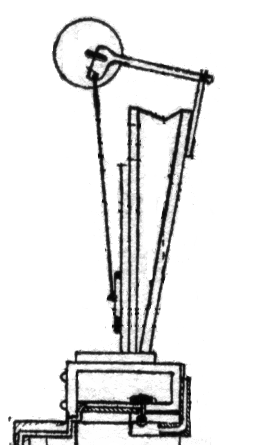
Ausgeschnittener Motor aus der vorausgegangenen Zeichnung
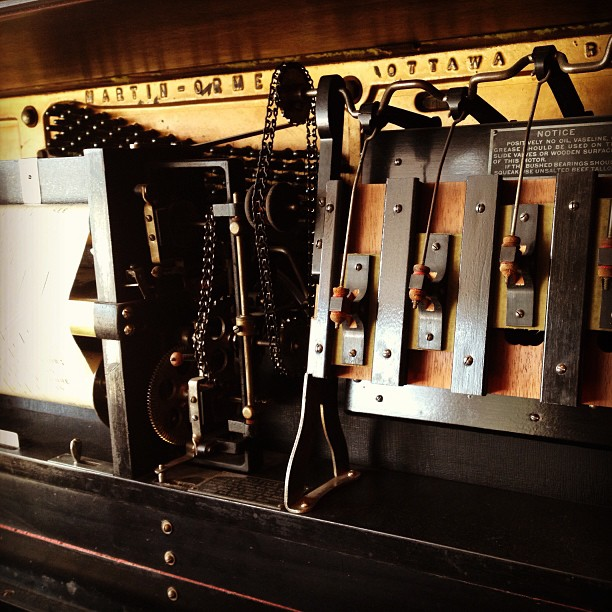
Rechts im Bild sind drei „Zylinder“ des Vakuummotors zu sehen
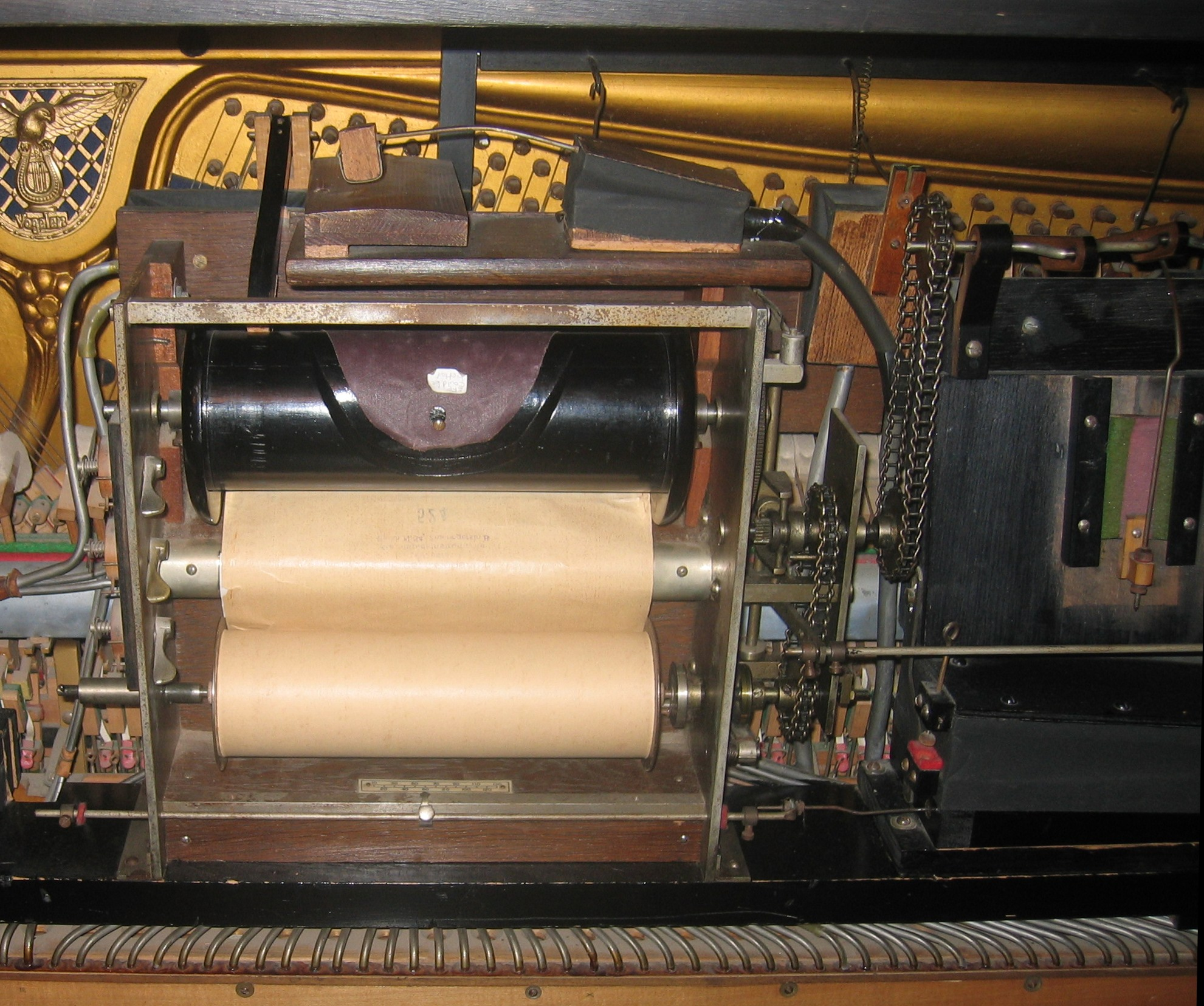
Papierloch-Notenrolle in einem Pianola – der Vakuummotor zum Vorschub der Papierloch-Notenrolle beginnt rechts am Bildrand
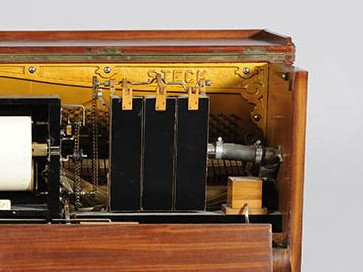
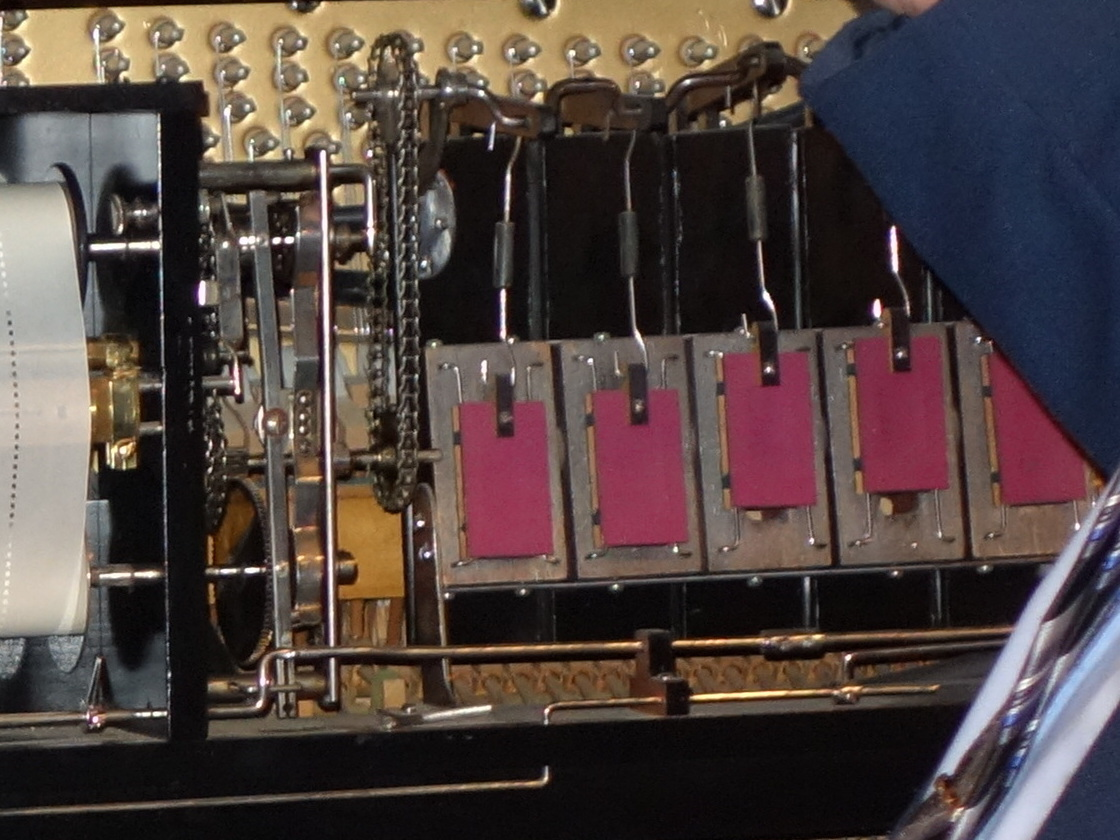
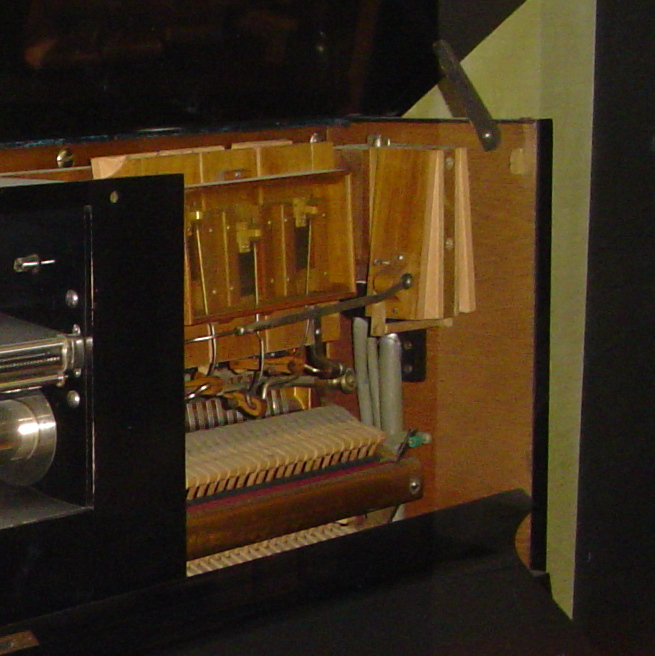
Rönisch Phonola Piano/ Pneumatisches Klavier/Ludwig Hupfeld AG/Leipzig 1915
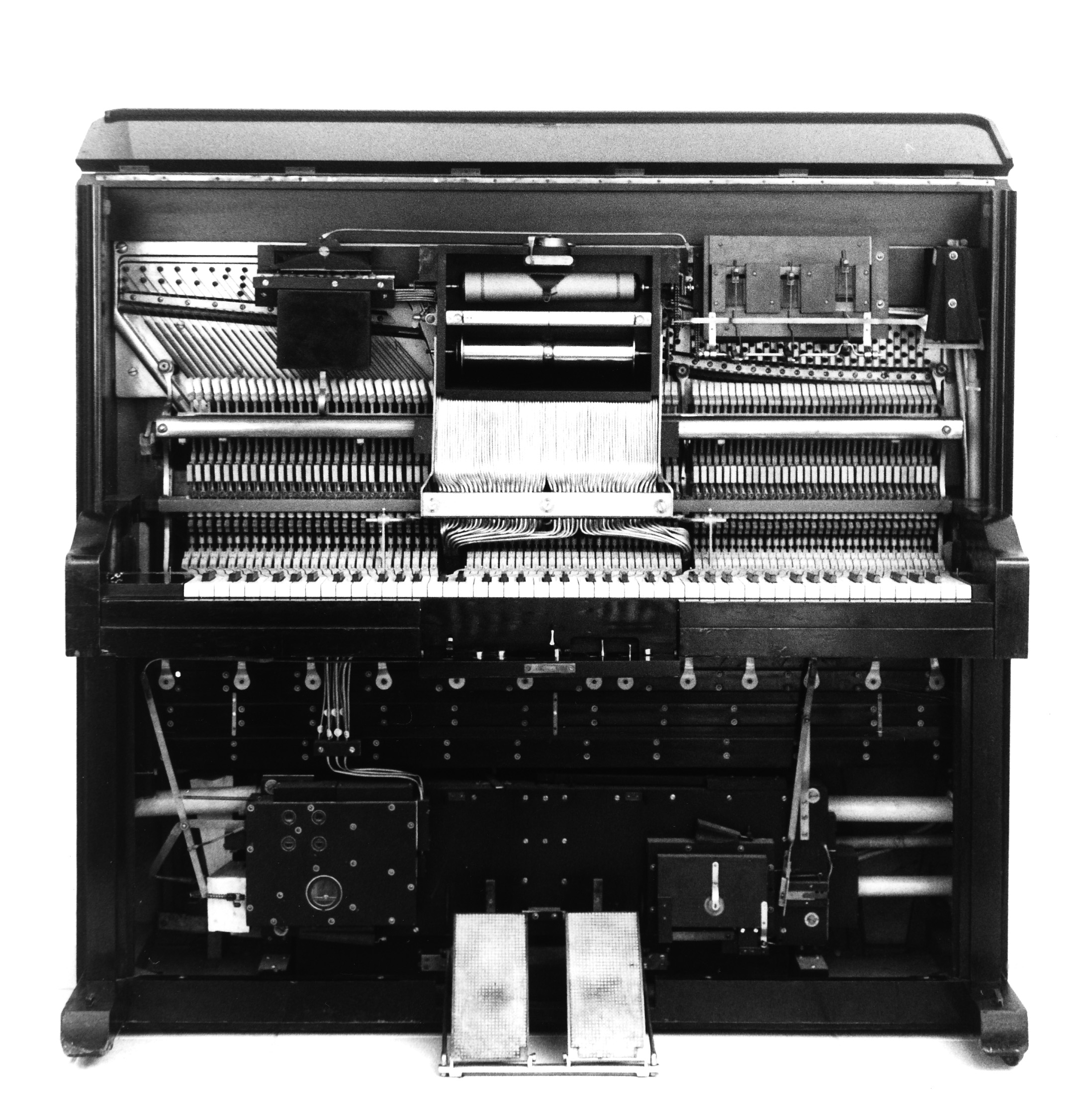
Mechanischer Musikautomat Hupfeld Phonola